# Helden (Film)
Der Film Helden wurde 1958 von Franz Peter Wirth gedreht. Er beruht auf dem Theaterstück Helden (englischer Originaltitel: Arms and the Man) von George Bernard Shaw.

## Handlung
Der Film spielt während des Bulgarisch-Serbischen Krieges im Jahre 1885. Ein Trupp bulgarischer Kavalleristen unter Führung des draufgängerischen Leutnants Sergius greift eine serbische Kanone an, deren Mannschaft von dem Schweizer Hauptmann Bluntschli kommandiert wird. Diese an sich selbstmörderische Attacke endet unerwartet mit einem bulgarischen Erfolg, da für die Kanone die falsche Munition geliefert worden ist und diese daher nicht abgefeuert werden kann. Hauptmann Bluntschli bleibt nichts anderes übrig, als Hals über Kopf zu Fuß die Flucht zu ergreifen. Dabei gerät er in das Haus der bulgarischen Familie Petkoff, deren Tochter Raina mit seinem Gegenspieler Sergius verlobt ist. Raina ist ihrem künftigen Ehemann in kindlich-naiver Schwärmerei zugetan und ist begeistert von dessen scheinbar „großen Sieg“, den er erfochten hat. Die nächtliche Begegnung mit dem erschöpften und verschreckten Bluntschli, der in der Nacht über den Balkon in ihr Schlafzimmer eingedrungen ist, um dort Unterschlupf zu finden, desillusioniert ihr idealistisches Bild von Soldatentum und Krieg gründlich – sie empfindet dennoch Sympathie für den „Feind“ und versteckt ihn vor bulgarischen Soldaten, die in der Folge das Haus durchsuchen, in ihrer Wäschetruhe. Später informiert sie ihre Mutter über die Anwesenheit des Eindringlings, und gemeinsam erlauben sie ihm, in der Bibliothek des Hauses zu übernachten. Zudem überlässt ihm Raina eine alte Hausjacke ihres Vaters, der als Major der bulgarischen Armee im Einsatz ist. Als Bluntschli dann in der Bibliothek ein Aufruf der bulgarischen Führung in die Hände fällt, in dem das Verstecken feindlicher Soldaten mit der Todesstrafe belegt wird, verlässt er trotz seiner Erschöpfung heimlich das Haus, um seine Retterinnen keiner Gefahr auszusetzen.
Nach dem Ende des Krieges erreicht Sergius das Haus der Petkoffs und wird dort – wenigstens von den beiden Frauen – als Kriegsheld empfangen und hofiert. Der ebenfalls nach Hause gekommene Major Petkoff, Rainas Vater, ist hingegen glücklich über die Rückkehr in die zivile Gemütlichkeit und kann mit den militärischen Allüren seines künftigen Schwiegersohns nur wenig anfangen. Gleichzeitig sucht Sergius immer mehr die Nähe seiner Verlobten Raina, doch die ist nicht bereit, ihre schwärmerische Begeisterung für ihn gegen körperliche Nähe einzutauschen, was ihren Verlobten zunehmend frustriert. Die Magd Louca, die insgeheim schon lange auf einen sozialen Aufstieg hofft, erkennt diese Spannung und beginnt, Sergius zu umwerben und ihm den Kopf zu verdrehen; ein Angebot, dem er nicht lange widerstehen kann. Schließlich taucht auch Hauptmann Bluntschli wieder auf, der – zur großen Überraschung von Raina und ihrer Mutter – von Major Petkoff herzlich und sehr freundschaftlich begrüßt wird. Petkoff ist begeistert von den organisatorischen Fähigkeiten des ihm schon länger bekannten Schweizers und bittet ihn, an seiner Stelle die Berechnungen zur Versorgung der heimkehrenden bulgarischen Truppen zu übernehmen, für die eigentlich er verantwortlich ist. Bluntschli nutzt diese Aufgabe gern, um nicht nur heimlich die Hausjacke zurückzugeben, sondern auch in Rainas Nähe sein zu können, der es kaum gelingt, ihre Freude über das Wiedersehen vor Sergius und ihren Eltern zu verbergen. Dennoch ist sie noch nicht bereit, ihre Gefühle für Bluntschli zuzulassen.
Obwohl Sergius längst der attraktiven Louca verfallen ist und sich von Raina spürbar entfremdet hat, platzt er vor Eifersucht, als er vom vertrauten Umgang des Schweizers mit seiner Verlobten erfährt. Er fordert ihn zum Duell, von dem Raina und Louca erfahren und deshalb in großer Sorge um ihre jeweiligen Geliebten dem Zweikampf heimlich beiwohnen. Zur allgemeinen Überraschung gewinnt Bluntschli das Degenfechten mit Bravour – er übt diesen Sport schon lange erfolgreich aus, wie er Sergius und den beiden jungen Frauen im Nachhinein gesteht. Sergius räumt daraufhin das Feld, ist aber um den Verlust von Raina augenscheinlich nur wenig betrübt, da er nun für Louca frei ist. Nur wenig später erfährt Bluntschli aus einem Telegramm, dass er in der Schweiz mehrere Luxushotels geerbt hat und somit ein schwerreicher Mann geworden ist. Für Rainas Eltern wird er somit zum idealen Ehemann für ihre Tochter, die der Verbindung nur zu gerne zustimmt.

## Hintergrund
Das Drehbuch des kurz nach der Wiederbewaffnung Deutschlands produzierten Filmes folgte in allen Zügen dem Theaterstück Arms and the Man von Shaw. Die Erstaufführung erfolgte am 16. Dezember 1958 im UFA-Palast, Hamburg. Der Film wurde seinerzeit mit über 3,6 Millionen Zuschauern ein Riesenerfolg.
In Nebenrollen sind außerdem Horst Tappert und Hans Clarin zu sehen.

## Kritiken
„Unter Verzicht auf künstlerische Ambitionen im Bild ganz dem unterhaltsamen, durchaus geistvollen Dialog des Kammerspiels gewidmet.“

## Auszeichnungen (Auswahl)
Der Film erhielt als Auszeichnung den Deutschen Filmpreis 1959 als bester deutscher Spielfilm und den Wanderpreis Goldene Schale. Der Schauspieler O. W. Fischer bekam als bester Hauptdarsteller das Filmband in Gold, den Preis der deutschen Filmkritik und den Bambi.
Helden war 1959 für den Oscar als Bester fremdsprachiger Film nominiert.
Die Deutsche Film- und Medienbewertung FBW in Wiesbaden verlieh dem Film das Prädikat besonders wertvoll.